# 파리 교향곡
파리 교향곡 또는 파리 교향곡집은 요제프 하이든이 1785년과 1786년에 작곡한 여섯 개의 교향곡을 부르는 이름이다. 드니 백작의 제안으로, 지휘자인 생 조르즈의 의뢰로 파리의 콩세르 드라 로쥐 올랭피크 오케스트라가 연주하기 위해 작곡된 작품들이다.

## 개요
하이든의 작품은 이미 1780년대 초 파리에 알려진 것으로 보인다. 1781년 5월에 하이든은 빈의 출판업자인 알타리아에게 보낸 편지에 다음과 같이 적고 있다. ‘이곳 파리에서 무언가를 쓰고 있습니다. 콩세르 스피리튀엘의 지휘자 르 그로씨가 저의 〈스타바트 마테르〉가 4회나 연주되어 최고의 갈채를 받았다는 엄청난 찬사를 적어 보냈습니다. 이 신사들은 곡의 출판도 허가해 달라고 합니다. (이하 생략).’ 프랑스 출판업자들의 하이든 작품의 출판에 관한 편지(1783)도 현재까지 남아있다. 당시 파리에는 르 그로가 지휘하는 콩세르 스피리튀엘과 생 조르즈(Le ch. J-B de Saint-Georges, 1739~1799)가 지휘하는 콩세르 데 자마뒤르가 있었다. 이 관현악단은 1769년에 설립되었는데 1781에 재정상의 이유로 해산되었다. ‘신 하이든 전집’(JHW, 교향곡 제12권, 1970년)에 의하면 두 단체의 관현악단이 합쳐져서 새로운 관현악단이 만들어졌다고 한다. 그 모체가 된 콩세르 드라 로쥐 올랭피크는 콩세르 데 자마뒤르의 후신이었다. 이 관현악단의 유력한 후원자인 드니 백작의 제안으로, 지휘자인 생 조르즈가 하이든에게 이 관현악단을 위해 새로운 교향곡을 의뢰했다고 19세기 하이든의 전기작가 H. 발브데트는 전하고 있다. 그러나 〈파리 교향곡〉의 작곡 상황을 전해주는 자료는 남아있지 않다. R. 랜던은 1963년 전집판의 서문에서 파리의 출판업자들과 하이든의 교섭이 이루어진 것이 1784년 내지 1785년 초라고 추측하고 있다.
〈파리 교향곡〉은 ‘신 하이든 전집’에 따르면 1785년에 '87번', ‘85번’, ‘83번’, 3곡이 작곡되었고, 다음 해인 1786년에 ‘84번’, ‘86번’, ‘82번’의 3곡이 작곡되었다. 이 곡의 순서는 1787년 2월에 하이든이 빈의 알타리아에게 보낸, 출판에 관한 내용을 적은 편지에서 밝혀진 것으로 더 이상 확실한 근거는 없다. 1785년 3곡과 1786년 ‘84번’의 관악기 편성은 플루트1, 오보에2, 바순2, 호른2,로 당시 에스테르하지가의 악단과 같은 규모이다. 그러나 마지막 2곡인(86번, 82번)에서는 팀파니가 추가되었고, 82번에서는 2대의 트럼펫도 포함되어 최대 편성이 되었다.

## 목록
- 교향곡 82번 다장조 “곰” (1786년)
- 교향곡 83번 사단조 “암탉” (1785년)
- 교향곡 84번 내림마장조 “주의 이름으로” (1786년)
- 교향곡 85번 내림나장조 “왕비” (1785년)
- 교향곡 86번 라장조 (1786년)
- 교향곡 87번 가장조 (1785년)

## 같이 보기
- 요제프 하이든의 교향곡 목록

## 참고 문헌
- 《작곡가별 명곡해설 라이브러리》 14권 '하이든' 〈음악지우사〉 (音樂世界)